# Lafnitz
Lafnitz est une commune autrichienne du district de Hartberg en Styrie.